# Баонэн-центр
Баонэн-центр (Baoneng Center, 寶能中心) — сверхвысокий небоскрёб, расположенный в китайском городе Шэньчжэнь. Построен в 2018 году в стиле модернизма, на начало 2020 года являлся девятым по высоте зданием города, 53-м по высоте зданием Китая, 63-м — Азии и 100-м — мира.
327-метровая башня Баонэн-центра имеет 65 наземных этажей. Архитекторами небоскрёба выступили гонконгская компания Aedas и компания HuaSen Architectural & Engineering (Шэньчжэнь), владельцем является оператор недвижимости Shum Yip Land, крупнейшим арендатором офисов — финансовый конгломерат Baoneng Group (Шэньчжэнь).
К офисной башне примыкает многоуровневый торговый центр, в котором расположены оптовый ювелирный рынок, выставочный центр и многозальный кинотеатр.    